# Д’Альбер, Оноре
Оноре́ д’Альбе́р (1581—1649) — французский маршал.

## Биография
Брат коннетабля де Люина и сначала носил фамилию Кадене. Благодаря влиянию своего брата он в 1619 году был сделан маршалом Франции. Ожидали, что он женится на дочери принца Конде, Элеоноре, но он вступил в брак с фр. Claire Charlotte Eugénie d’Ailly, богатой наследницей дома д’Айи де Шон и принял имя своей жены.
Участвовал в осаде Сен-Жан-д’Анжели и Монтобана, а затем был назначен губернатором Пикардии. В 1640 году он взял город Аррас, а в 1643 году был назначен губернатором Оверни.
Его сыном был дипломат Шарль д’Альбер д’Айи (1625—1698).